# Новая Деревня (Кормиловский район)
Новая Деревня — деревня в Кормиловском районе Омской области России. Входит в состав Борчанского сельского поселения.

## География
Располагается в 5 километрах от Кормиловки и в 43 километрах от Омска.

## Население
| 2010 |
| ---- |
| 169  |

Гендерный состав
По данным Всероссийской переписи населения 2010 года в гендерной структуре населения из 169 человек мужчин — 82, женщин — 87	(48,5 и 51,5 % соответственно)
Национальный состав
Согласно результатам переписи 2002 года, в национальной структуре населения русские составляли 93 % от общей численности населения в 176 чел. .

## Инфраструктура
железнодорожный остановочный пункт 2752 км находится к северо-западу от деревни.

## Транспорт
Просёлочные дороги. Автомобильный и железнодорожный транспорт.